# Мельниченко Микола Павлович
Микола Павлович Мельниченко (19??, Російська імперія — 19??, УРСР) — радянський тренер.

## Кар'єра тренера
Після завершення Другої світової війни розпочав тренерську діяльність у футбольній школі «Динамо» (К). Серед його вихованців були відомий гравець та тренер Анатолій Бишовець, воротар Юрій Шевченко та ін.
З 1964 по 1965 рік очолював кременчуцький «Дніпро».